# Epipodocarpus andinus
Epipodocarpus andinus är en skalbaggsart som beskrevs av Bosq 1951. Epipodocarpus andinus ingår i släktet Epipodocarpus och familjen långhorningar. Inga underarter finns listade i Catalogue of Life.